# اسمیخان رحیم‌اف
اسمیخان رحیم‌اف (18 سپتامبر 1925، باکو – 15 دسامبر 2004، باکو) مترجم، زبان‌شناس و یکی از بنیان‌گذاران سازمان ضد شوروی «ایلدریم» بود.
او به همراه حاجی زینال‌اف و گول‌حسین حسین‌اوغلو، به دلیل تأسیس یک سازمان دانشجویی ملی‌گرا علیه اشغال شوروی و فعالیت‌هایشان، به مصادره تمام اموال، 5 سال محرومیت از حق رأی و 25 سال زندان محکوم شد. وی دوران محکومیت خود را در اردوگاه کار اجباری در سیبری سپری کرد.
اسمیخان تحصیلات متوسطه و عالی خود را با نمرات ممتاز و زودتر از موعد به پایان رساند. او در زمینه آموزش زبان انگلیسی روش منحصر به فردی داشت و چندین کتاب و فرهنگ‌نامه در حوزه زبان‌شناسی تألیف کرده بود. در 28 اکتبر 2000، به دلیل خدماتش در زمینه آموزش در آذربایجان، نشان «شهرت» به او اعطا شد و از سال 2002، مستمری‌بگیر شخصی رئیس‌جمهور جمهوری آذربایجان شد.

## زندگی‌نامه
اسمیخان رحیم‌اف، فرزند محمد، در 18 سپتامبر 1925 در شهر باکو متولد شد  . پدرش، علی‌بنده شاهوردی‌اف، تاجری بود که در سال 1937 توسط رژیم شوروی دستگیر و اعدام شد . اسمیخان در سال 1931 وارد مدرسه شد و یک سال زودتر از موعد و با نمرات عالی تحصیلات خود را به پایان رساند. او در سال 1941 وارد مؤسسه زبان‌های خارجی شد و در سال 1943 با دیپلم ممتاز فارغ‌التحصیل شد. سپس در دانشکده زبان و ادبیات دانشگاه دولتی آذربایجان و هم‌زمان در مؤسسه پزشکی آذربایجان پذیرفته شد. او در سال 1946 تحصیلات خود را در رشته زبان و ادبیات با نمرات ممتاز به پایان رساند و به دلیل پذیرش در دوره دکتری، تحصیل پزشکی را متوقف کرد .
در سال 1942، اسمیخان رحیم‌اف به همراه حاجی زینال‌اف و گل‌حسین حسین‌اوغلو یک سازمان دانشجویی ملی‌گرا و مخفی علیه اشغال شوروی در آذربایجان تأسیس کرد . بعدها، موسی عبدالله‌اف، کمال علی‌یف، آذر علی‌عسگروف، آیدین واحدوف و کامیل رضا‌یف نیز به این گروه پیوستند . این سازمان که متشکل از دانشجویان بود شامل هشت عضو بود و برنامه و سوگندنامه خاص خود را داشت. مراسم سوگند در اوایل سال 1944 در منزل آیدین واحدوف برگزار شد و متن سوگند توسط اسمیخان رحیم‌اف نوشته شد. اهداف اصلی اعضای این سازمان استقلال آذربایجان، حفظ و گسترش استفاده از زبان ترکی آذربایجانی، ارتقای مقام زبان آذربایجانی به زبان رسمی دولت و انتصاب افراد آذربایجانی به مقامات عالی دولتی بود. همچنین، خواستار بررسی مجدد پرونده نویسندگانی بودند که در سال‌های 1937-1938 دستگیر و به عنوان دشمن مردم شناخته شده، به سیبری تبعید یا اعدام شده بودند.
در 10 مه 1944، در مراسمی که توسط اتحادیه نویسندگان آذربایجان برگزار شد، صمد وورغون از عدم پیشرفت مناسب ادبیات انتقاد کرد و در سخنرانی خود به مسائل ملی، هویت ملی و آگاهی ملی پرداخت . اعضای سازمان از این سخنرانی تحت تأثیر قرار گرفته و در 11 مه نامه‌ای به صمد وورغون نوشتند و از او خواستند تا به عنوان راهنمای سازمان آن‌ها باشد . این نامه به دستور گل‌حسین حسین‌اوغلو و با دست‌خطی شبیه به حروف چاپی توسط اسمیخان رحیم‌اف نوشته شد تا هویت نویسنده فاش نشود. آن‌ها در این نامه از صمد وورغون پرسیدند که چرا اتحادیه نویسندگان تنها 60 عضو دارد، حقوق ملی آذربایجانی‌ها تأمین نمی‌شود و کتاب‌های علمی به زبان آذربایجانی ترجمه نمی‌شوند . سپس در نامه اعلام کردند که تا آخرین لحظه برای استقلال مردم آذربایجان مبارزه خواهند کرد و حمایت خود را از صمد وورغون اعلام کردند. آن‌ها همچنین درخواست کردند که اگر صمد وورغون با نظراتشان موافق است، شعری با عنوان «وطن اولدوزلاری - ستارگان وطن» بسراید . هیچ اطلاعاتی در دست نیست که آیا این نامه به دست صمد وورغون رسیده است یا نه در سال 1946، به دلیل اختلافات بین اعضای سازمان، فعالیت آن متوقف شد.
در سال 1945، پس از اینکه نامه به دست کمیساریای خلق در امور داخلی (NKVD) افتاد، آن‌ها با بررسی دستخط تمام دانشجویان دانشگاه‌های آذربایجان، نویسنده نامه را شناسایی کردند . در نهایت، در 26 سپتامبر 1948، اسمیخان رحیم‌اف سپس حاجی زینال‌اف دستگیر شد و پس از مدتی ۶ عضو دیگر گروه نیز دستگیر شدند . در 21-22 ژانویه 1949، دادگاه عالی جمهوری شوروی آذربایجان احکام را صادر کرد و اسمیخان رحیم‌اف به همراه حاجی زینال‌اف و گولحسین حسین‌اوغلو به 25 سال زندان و پنج عضو دیگر به 10 سال زندان محکوم شدند .اسمیخان رحیم‌اف که به اردوگاه کار اجباری در سیبری تبعید شده بود، در آنجا به عنوان دستیار پزشک (فِلدشر) فعالیت می‌کرد. پس از مرگ استالین، او در سال 1955 آزاد شد و در سال 1956 تبرئه گردید.
پس از بازگشت به باکو، اسمیخان رحیم‌اف تحصیلات خود را در دوره دکتری از سر گرفت و در سال 1959 از رساله‌ای که به آثار جورج بایرون اختصاص داشت، دفاع کرد. او باقی عمر خود را به تدریس و علم وقف کرد. رحیم‌اف رئیس بخش و همچنین رئیس دانشکده در مؤسسه دولتی زبان‌های خارجی آذربایجان بود. وی یک روش منحصر به فرد برای یادگیری سریع زبان انگلیسی ابداع کرد و چندین کتاب و فرهنگ‌نامه در حوزه زبان‌شناسی تألیف کرده است. در 28 اکتبر 2000، به دلیل خدماتش در حوزه آموزش در آذربایجان، نشان «شهرت» به او اعطا شد. از سال 2002، او مستمری‌بگیر شخصی رئیس‌جمهور جمهوری آذربایجان بود. اسمیخان رحیم‌اف در 15 دسامبر 2004 در باکو درگذشت.

## یادبود
اولین بار 42 سال پس از تأسیس سازمانی که توسط اسمیخان رحیم‌اف بنیان‌گذاری شده بود، ضیا بنیادوف درباره آن نوشت. او در شماره 17–18 مارس 1990 روزنامه «آذربایجان گنجلری» مقاله‌ای جامع با عنوان «ایلدریم» منتشر کرد که در آن به فعالیت‌های این سازمان پرداخت. در سال 1993، در کتابی که با عنوان «ترور سرخ» منتشر کرد، اطلاعات بیشتری درباره این سازمان ارائه داد و همچنین بازجویی‌ها، پروتکل‌ها و سایر اطلاعات مربوط به آن را نیز افزود .
در سال 2002، فیلم مستندی با نام «ایلدریم» به کارگردانی آصف قلی‌اف ساخته شد و در سال 2003، فیلم مستند دیگری با نام «مسافران راه پر رعد و برق» به کارگردانی مسلّم حسن‌اف تولید شد.
در سال 2017، در دانشگاه زبان آذربایجان، یک سالن به نام اسمیخان رحیم‌اف افتتاح شد.